# Rodrigo Cornejo
Rodrigo Andre Cornejo (* 8. Januar 2004) ist ein peruanischer Leichtathlet, der sich auf Sprint spezialisiert hat.

## Sportliche Laufbahn
Erste internationale Erfahrungen sammelte Rodrigo Cornejo im Jahr 2021, als er bei den U18-Südamerikameisterschaften in Encarnación mit der peruanischen 4-mal-100-Meter-Staffel in 41,78 s die Bronzemedaille gewann. Im Jahr darauf belegte er bei den Juegos Bolivarianos in Valledupar in 50,59 s den siebten Platz im 400-Meter-Lauf und gelangte im Staffelbewerb mit 41,44 s auf Rang sechs. Anschließend schied er mit der Staffel bei den U20-Weltmeisterschaften in Cali mit 40,96 s im Vorlauf aus. Daraufhin belegte er bei den U23-Südamerikameisterschaften in Cascavel in 40,733 s und 3:18,74 min jeweils den sechsten Platz mit der 4-mal-100- und 4-mal-400-Meter-Staffel. 2024 verpasste er bei den Ibero-Amerikanischen Meisterschaften in Cuiabá mit 51,89 s den Finaleinzug im 400-Meter-Lauf und belegte mit der Männerstaffel und der Mixed-Staffel über 4-mal 400 Meter in 3:15,94 min und 3:33,41 min jeweils den fünften Platz. Im Jahr darauf schied er bei den Südamerikameisterschaften in Mar del Plata mit 21,82 s in der ersten Runde im 200-Meter-Lauf aus und belegte mit der 4-mal-400-Meter-Staffel in 3:14,26 min den sechsten Platz. Zudem kam er mit der 4-mal-100-Meter-Staffel im Vorlauf nicht ins Ziel.
In den Jahren 2022 und 2023 wurde Cornejo peruanischer Meister im 400-Meter-Lauf sowie 2024 und 2025 über 200 Meter.

## Persönliche Bestleistungen
- 200 Meter: 21,82 s (+1,8 m/s), 27. April 2025 in Mar del Plata
- 400 Meter: 38,30 s, 6. April 2024 in Lima